# Iryna Slusar
Iryna Dmytriwna Slusar (ukr. Ірина Дмитрівна Слюсар, ur. 19 marca 1963 w Dnieprodzierżyńsku) – ukraińska lekkoatletka specjalizująca się w biegach sprinterskich. W czasie swojej kariery reprezentowała również Związek Socjalistycznych Republik Radzieckich oraz Wspólnotę Niepodległych Państw.

## Sukcesy sportowe
- dwukrotna mistrzyni ZSRR w biegu na 100 metrów – 1984, 1986[1]
- halowa mistrzyni ZSRR w biegu na 60 metrów – 1986[2]
- mistrzyni Ukrainy w biegu na 100 metrów – 1993
- mistrzyni Ukrainy w biegu na 200 metrów – 1993[3]
- wielokrotna rekordzistka Ukrainy[4]

| Rok  | Miasto     | Zawody               | Konkurencja                                    | Wynik                                   |
| ---- | ---------- | -------------------- | ---------------------------------------------- | --------------------------------------- |
| 1985 | Kobe       | letnia uniwersjada   | bieg na 100 m bieg na 200 m sztafeta 4 × 100 m | złoty medal brązowy medal srebrny medal |
| 1986 | Moskwa     | Igrzyska Dobrej Woli | sztafeta 4 × 100 m bieg na 100 m               | srebrny medal 5. miejsce                |
| 1987 | Zagrzeb    | letnia uniwersjada   | bieg na 100 m sztafeta 4 × 100 m               | srebrny medal                           |
| 1987 | Rzym       | mistrzostwa świata   | sztafeta 4 × 100 m                             | brązowy medal                           |
| 1994 | Petersburg | Igrzyska Dobrej Woli | sztafeta 4 × 100 m                             | brązowy medal                           |

## Rekordy życiowe
- bieg na 60 metrów (hala) – 7,15 – Kijów 18/01/1992
- bieg na 100 metrów – 11,05 – Kijów 15/07/1992
- bieg na 200 metrów – 22,59 – Kobe 31/08/1985
- bieg na 200 metrów (hala) – 23,01 – Turyn 12/02/1986 (rekord Ukrainy)